# LHS 475
LHS 475 é uma estrela anã vermelha do tipo espectral M3.5V localizada a 40.7 anos-luz da Terra na constelação de Octans. Hospeda um sistema planetário composto por um exoplaneta, LHS 475 b.

## Sistema planetário

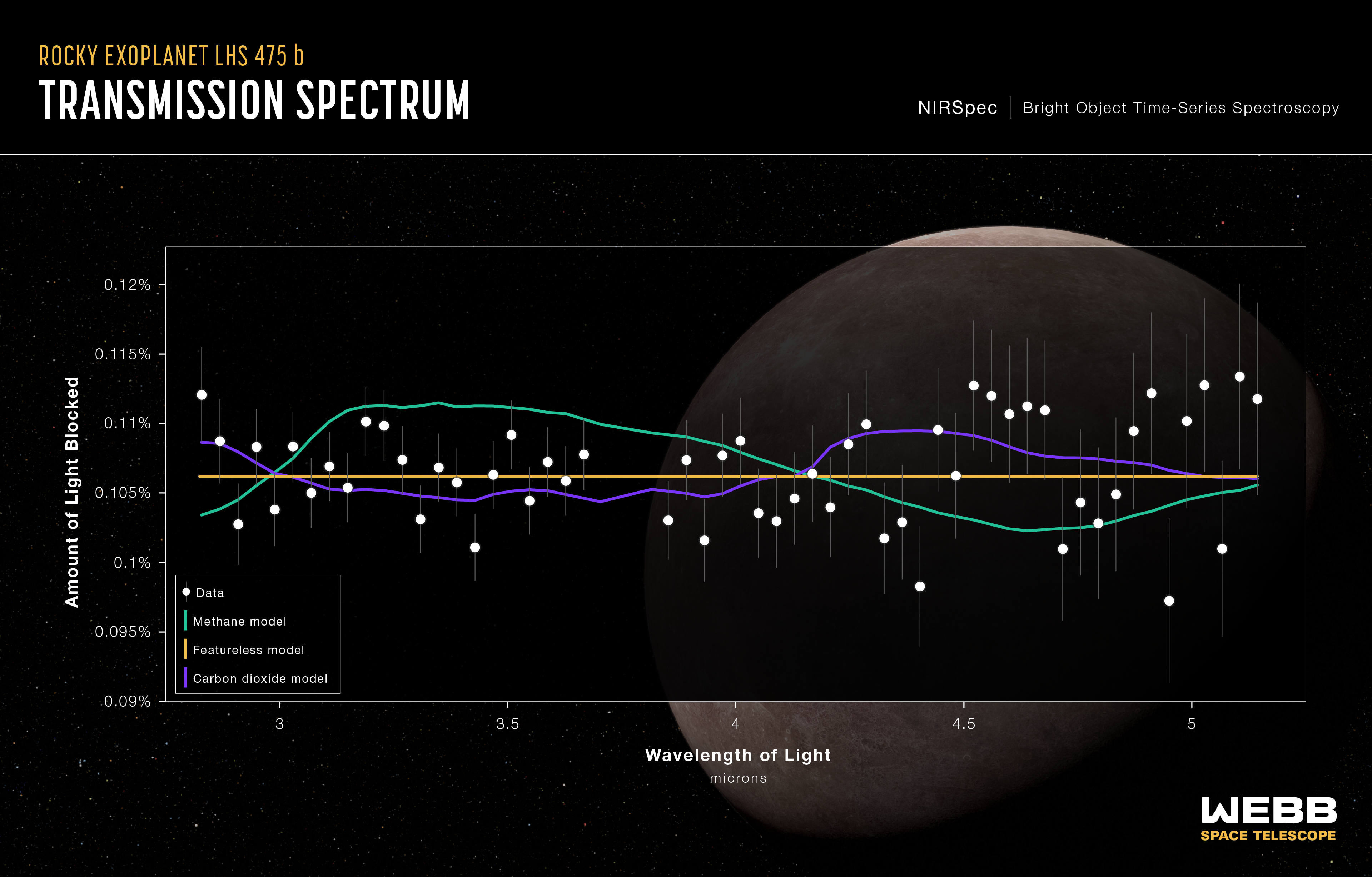
Espectro de transmissão do exoplaneta LHS 475 b do NIRSpec.

O exoplaneta LHS 475 b foi inicialmente encontrado em dados de trânsito do TESS, e sua confirmação usando o instrumento NIRSpec do Telescópio Espacial James Webb, que também observou seu espectro de transmissão, foi publicada em janeiro de 2023. Os dados são consistentes com um espectro sem características, como seria de esperar de um planeta sem atmosfera, mas também é consistente com alguns tipos de atmosfera, como uma atmosfera dominada por dióxido de carbono. Outras composições atmosféricas, como uma atmosfera dominada por metano, são descartadas por este espectro. O LHS 475 b tem tamanho próximo ao da Terra, com 99% de seu diâmetro, mas é muito mais quente, com uma temperatura de equilíbrio de 586 K (313 °C; 595 °F). Supondo que o planeta tenha pouca ou nenhuma atmosfera, sua temperatura diurna é estimada em 748 K (475 °C; 887 °F). O planeta completa uma órbita em torno de sua estrela em apenas dois dias e provavelmente está travado por uma maré.